# We are one (Hawklords)
We are one is het debuutalbum van de muziekgroep Hawklords (dan een tweede versie van Hawklords). Het album We are one is gemaakt door ex-leden van Hawkwind, die een naam kozen, die aansprak bij Hawkwindfans. Het album is opgenomen in The Earth Lab, de Manor Studio en The Music Complex geluidsstudio in Londen. Hoe groot het verschil in tijd van opname, de muziek is sinds 1978 nauwelijks gewijzigd. De thematiek van de liedjes ook niet.

## Musici
- Harvey Bainbridge – toetsinstrumenten
- Dave Pearce – slagwerk
- Jerry Richards – gitaar, toetsinstrumenten, fluitjes
- Adrian Shaw – basgitaar, toetsinstrumenten
- Steve Swindells – toetsinstrumenten
- Ron Tree – zang, akoestisch gitaar

Met
- John Constable - teksten

## Muziek
| Nr. | Titel                                          | Duur |
| --- | ---------------------------------------------- | ---- |
| 1.  | We are one (Tree)                              | 4:05 |
| 2.  | Mothership (Tree, Richards, Shaw)              | 4:45 |
| 3.  | Shut up (Shaw, Richards, Tree, Pearce)         | 3:18 |
| 4.  | Time split vision (Shaw, Tree)                 | 3:55 |
| 5.  | The ancient ones (Tree, Richards)              | 5:19 |
| 6.  | Sun child (Tree, Richards, Shaw)               | 5:58 |
| 7.  | Flight (Richards, Shaw, Swindells, Bainbridge) | 4;42 |
| 8.  | Digital age (Richards)                         | 5;42 |
| 9.  | Global warning (Tree)                          | 5;15 |
| 10. | I am the wind (Constable. Bainbridge)          | 5:23 |
| 11. | Wake up (Tree)                                 | 4;14 |
| 12. | Water drum (Bainbridge, Shaw)                  | 4:41 |
| 13. | Event horizon (Richards)                       | 7:58 |
| 14. | Is it a dream? (Tree)                          | 4:05 |
| 15. | Spark in the dark (Constable, Tree)            | 5:19 |